# 카와이 시즈카
카와이 시즈카(川井 静香)는 유희왕 듀얼몬스터즈의 등장인물으로, 한국판 명칭은 조앤이다.

## 소개
성우 - 시노노베 미카 / 차명화(SBS) / 문남숙(대원)
죠노우치 카츠야의 여동생으로, 미소녀로서 죠우노치의 친구들에게 인기가 많다. 또한 오빠와는 달리 자상한 면모를 지닌 소녀이며, 부두에서 처음으로 붕대를 풀어 자신의 친구를 구하고자 희생하려는 오빠를 구출하기도 한다. 마자키 안즈와 친밀하게 지내는 사이이다.